# Ayumi Tanimoto
Ayumi Tanimoto (jap. 谷本歩実 Tanimoto Ayumi; * 4. August 1981 in Anjō) ist eine ehemalige japanische Judoka und zweifache Olympiasiegerin. Sie trat in der Gewichtsklasse bis 63 Kilogramm an, dem Halbmittelgewicht.
Tanimoto begann ihre Karriere 2000 mit dem zweiten Platz bei den Juniorenweltmeisterschaften. 2001 siegte sie bei den Asienmeisterschaften in Ulaanbaatar und gewann bei den Weltmeisterschaften in München die Bronzemedaille. 2002 siegte sie auch bei den Asienspielen in Busan. Nach einem Jahr ohne einen internationalen Sieg gewann sie bei den Asienmeisterschaften 2004 in Almaty erneut den Titel. Drei Monate später siegte sie bei den Olympischen Spielen 2004 in Athen im Finale gegen die Österreicherin Claudia Heill.
Bei den Weltmeisterschaften 2005 in Kairo unterlag sie im Finale der Französin Lucie Décosse. 2006 gewann sie bei den Asienspielen die Bronzemedaille. Bronze gewann sie auch bei den Weltmeisterschaften 2007 in Rio de Janeiro. Nachdem Tanimoto 2006 und 2007 bei den japanischen Meisterschaften gewonnen hatte, unterlag sie 2008 gegen Yoshie Ueno. Trotzdem erhielt Tanimoto die Nominierung für die Olympischen Spiele 2008 in Peking. Dort gewann sie im Finale gegen Lucie Décosse ihre zweite olympische Goldmedaille. Ihren letzten internationalen Erfolg erreichte Tanimoto mit einem Sieg beim Weltcup-Turnier 2009 in Prag.